# 木骨架

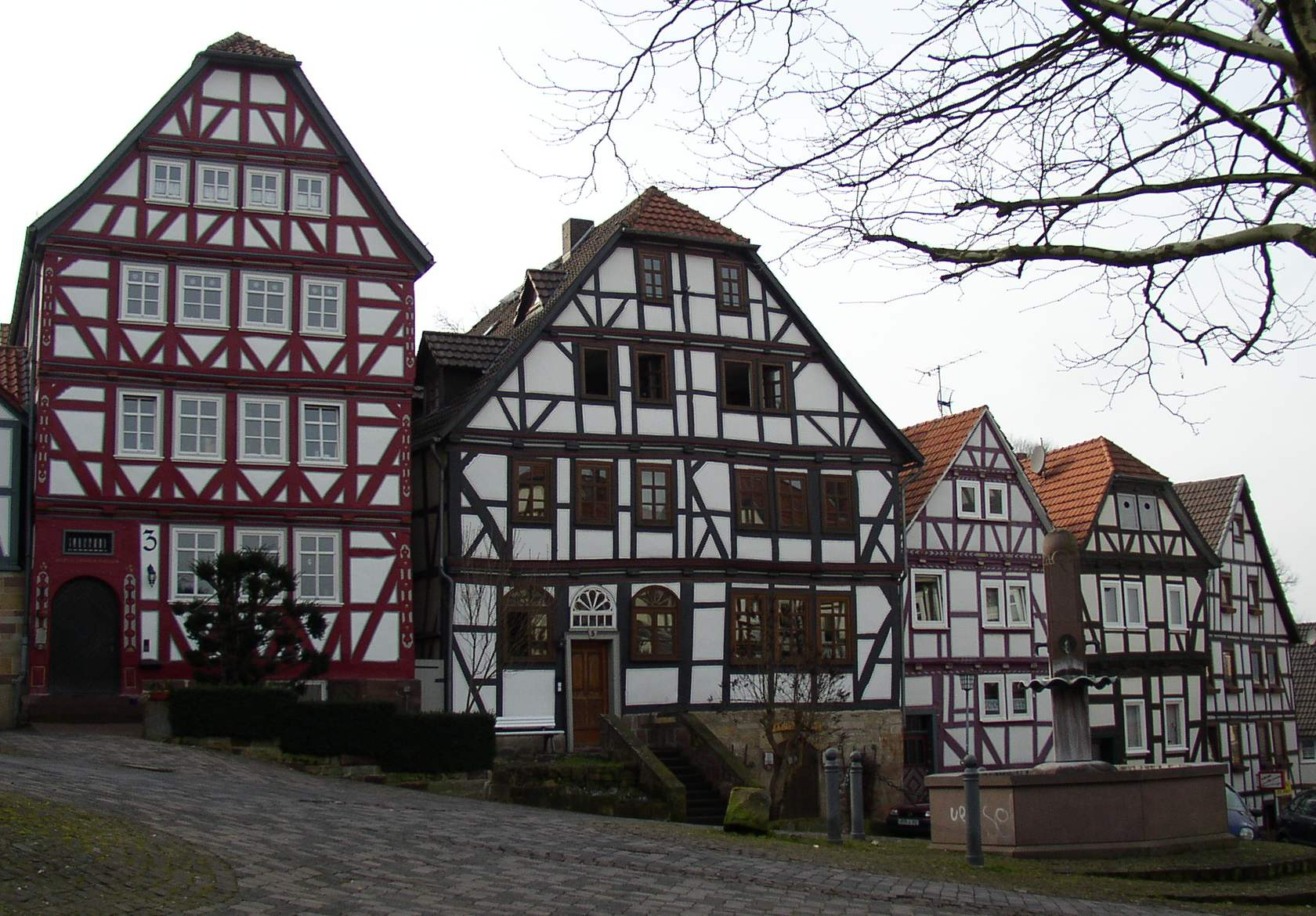
德國黑森的木骨架建築

木骨架是一種將木柴利用雌雄榫連結在一起 ，以構成建築結構的的建築技術。
这一技术的历史可以追溯到几千年前，在世界各地的建筑中都有应用。 歐洲地區主要应用在12世紀至19世紀期間，在19世紀早期的北美洲也相當流行。當今的歐洲、美國東北與加拿大仍保有許多這類建築。此外，古代日本也有類似的建築方式。

## 外部連結
维基共享资源上的相關多媒體資源：木骨架
- Timber Home Network - A comprehensive resource on log and timber homes.